# Moritz Jenz
Moritz Jenz (Berlino, 30 aprile 1999) è un calciatore tedesco, difensore del Wolfsburg.

## Caratteristiche tecniche
È un difensore centrale.

## Carriera
Cresciuto nel settore giovanile del Fulham, nell'estate del 2020 passa a titolo definitivo al Losanna; debutta fra i professionisti il 20 settembre giocando l'incontro di Super League vinto 2-1 contro il Servette.
Il 30 agosto 2021 viene acquistato dal Lorient.
Il 19 luglio 2022 viene ceduto in prestito al Celtic.

## Statistiche
Statistiche aggiornate al 6 marzo 2021.

### Presenze e reti nei club
| Stagione        | Squadra         | Campionato      | Campionato | Campionato | Coppe nazionali | Coppe nazionali | Coppe nazionali | Coppe continentali | Coppe continentali | Coppe continentali | Altre coppe | Altre coppe | Altre coppe | Totale | Totale | Totale |
| Stagione        | Squadra         | Comp            | Pres       | Reti       | Comp            | Pres            | Reti            | Comp               | Pres               | Reti               | Comp        | Pres        | Reti        | Pres   | Reti   |        |
| --------------- | --------------- | --------------- | ---------- | ---------- | --------------- | --------------- | --------------- | ------------------ | ------------------ | ------------------ | ----------- | ----------- | ----------- | ------ | ------ | ------ |
| 2020-2021       | Losanna         | ASL             | 25         | 0          | CS              | 1               | 0               |                    | -                  | -                  |             | -           | -           | 26     | 0      |        |
| Totale carriera | Totale carriera | Totale carriera | 25         | 0          |                 | 1               | 0               |                    | -                  | -                  |             | -           | -           | 26     | 0      |        |